# ¡Ah, basta de pensar!
«¡Ah, basta de pensar!» es una canción compuesta por el músico argentino Luis Alberto Spinetta, incluida en el álbum Kamikaze de 1982, álbum ubicado en la posición n.º 24 de la lista de los 100 mejores discos del rock argentino por la revista Rolling Stone.
En el álbum Kamikaze, el tema es interpretado por Spinetta solo con su guitarra acústica Ovation.

## La canción
"¡Ah, basta de pensar!" es el séptimo track (primero del Lado B del disco de vinilo original) del álbum Kamikaze. Es interpretada solo con su guitarra Ovation por Spinetta y data de la época del álbum Artaud, de 1973. El filósofo Alejandro Rozitchner ha dicho sobre este tema:

«Ah, basta de pensar» es el título de una canción de Spinetta, mientras que en otra, «Umbral», dice «estás perdiendo el tiempo, pensando, pensando ... » Según esta consideración todo lo bueno es espontáneo. La transformación expresiva que el rock propone parece empezar justo allí donde termina la conciencia, «esa abuela que regula al mundo»... Al mismo tiempo que el rock realiza esta denuncia del pensamiento, sin embargo, se entrega a él de muchas maneras distintas. Spinetta, que nos sirvió como ejemplo en el primer caso, vuelve a servirnos de ejemplo en el segundo. Nadie más pensador que él en sus reportajes, en su mirada del mundo, nadie más entrelazador de su obra con experiencias de interpretación del mundo.
Alejandro Rozitchner